# Love Is Passing Thru
| Recensione       | Giudizio |
| ---------------- | -------- |
| All About Jazz   |          |
| All About Jazz   |          |
| Aoide Magazine   | /        |
| Jazzport         |          |
| Sk.jazz          |          |
| Concerto         |          |
| Jazz Impressions | /        |
| Kathodic         |          |

Love Is Passing Thru è stato registrato in Italia nel 2005 ma è uscito soltanto 19 anni dopo, nel 2024 negli Stati Uniti come ventitreesimo album in studio di Roberto Magris per la casa discografica JMood di Kansas City. La registrazione cattura il quartetto italiano di Magris al rientro da un tour in Asia - da qui l’uso di svariati strumenti a percussione balinesi - ed è un concept album sul tema dell’amore nei suoi vari aspetti.

## Tracce
1. Hair, Bea, Knee, Calls – 4:38 (Roberto Magris)
2. Two-sided Love – 10:05 (Roberto Magris)
3. Love Has Passed Me By Again – 5:55 (Billy Strayhorn)
4. You Don’t Know What Love Is – 4:08 (Raye/De Paul)
5. Mi Sono Innamorato Di Te – 2:15 (Luigi Tenco)
6. Estate – 3:39 (Bruno Martino)
7. In The Days Of Our Love – 4:32 (Marian McPartland)
8. Love Came – 7:06 (Billy Strayhorn/Duke Ellington)
9. Jitterbug Waltz – 5:49 (Fats Waller)
10. Orson – 5:40 (Billy Strayhorn)
11. Lush Life – take 1 – 5:11 (Billy Strayhorn)
12. Lush Life – take 2 – 5:29 (Billy Strayhorn)
13. Ontet – 4:36 (Gerry Mulligan)

## Musicisti
- Ettore Martin – sassofono tenore
- Roberto Magris – pianoforte
- Danilo Gallo – contrabbasso
- Enzo Carpentieri – batteria e percussioni